# 傑斐遜鎮區 (堪薩斯州學托擴縣)
傑斐遜鎮區（英語：Jefferson Township）為美國堪薩斯州學托擴縣轄下的鎮區。2010年美国人口普查中該鎮區人口有686人。

## 地理
傑斐遜鎮區涵蓋面積144.7平方（55.9平方英里），境內設有一座城市：錫達韋爾。

### 墓園
根據美國地質調查局的資料，此鎮區擁有3座墓園：
- 錫達韋爾墓園（Cedar Vale Cemetery）
- 格蘭特克里克墓園（Grant Creek Cemetery）
- 朗德芒德墓園（Round Mound Cemetery）

### 溪流
通過此鎮區的溪流有：
- 奧特溪（Otter Creek）
- 上海溪（Shanghai Creek）
- 特基溪（Turkey Creek）
- 尤寧溪（Union Creek）

### 機場
- 米爾斯牧場機場（Mills Ranch Airport）

## 人口統計
根據2010年美國人口普查，傑斐遜鎮區人口有686人，住房399戶，人口密度為4.74人/每平方公里。此鎮區居民之種族有90.96%為白人；0.29%為非裔美國人；4.23%為美洲原住民；0.15%為亞裔美國人；0%為太平洋島民；0%為其他種族；另外有4.37%為混血種族。而西班牙裔或拉丁裔美洲人佔此鎮區人口的1.6%。

## 外部連結
- City-Data.com （页面存档备份，存于）